# Бабин, Борис Вячеславович
Борис Вячеславович Бабин (партийная кличка Корень) (19 июня 1886 — март 1945) — социолог, публицист, деятель партии социалистов-революционеров, член Всероссийского учредительного собрания.

## Биография
По происхождению из дворян, родился в семье штаб-офицера. Выпускник Варшавской гимназии. Студент Института путей сообщения, но исключен из него. С 1905 года учился на физико-математическом факультете Петербургского университета, снова исключён. Был репетитором тенишевцев Осипа и Евгения Мандельштамов.
С 1906 года стал членом партии эсеров. В 1909 году вступил в Петербургский комитет партии эсеров, боевик.
По донесениям полиции: «убежденный эсер крайнего направления». С 1911 года в ссылке в Архангельской губернии, из ссылки сбежал. Снова пойман, сослан в Туруханский край, освобождён по амнистии в 1913 году.
В июле 1917 года избран городским головой Александровска-Грушевского. Участвовал в работе III съезда партии Эсеров. Был избран председателем исполнительного комитета Совета Черкасского округа Области Войска Донского.
Обязательный кандидат Центрального комитета партии эсеров в Учредительное собрание. В конце 1917 года избран во Всероссийское учредительное собрание в Донском избирательном округе по списку № 2 (Эсеры, Совет крестьянских депутатов, трудовое казачество).
В 1918 член Юго-Восточного комитета Учредительного собрания в Екатеринодаре, член редколлегии газеты «Родная земля».
В сентябре 1920 года вернулся в Москву, работал в Институте труда, один из его основателей. В 1921 — арестован, содержался во Внутренней тюрьме. 5 февраля 1922 переведён в Бутырскую тюрьму. На допросе 11 апреля 1922 во время предварительного следствия в ГПУ сообщил, что является беспартийным «сторонником единого Интернационала». 9 мая 1922 — освобождён. Вскоре избран членом Ученого совета и Ученым секретарём Центрального Института труда.
В 1922 году арестован в очередной раз, помещён в Лефортовскую тюрьму. 9 августа объявил голодовку. В сентябре переведён в Таганскую тюрьму, в декабре освобождён.
25 мая 1925 года арестован вместе с женой Бертой Бабиной, приговорены к 3 годам ссылки в Усть-Сысольске. По мнению Бабиных их арест связан с тем, что 20 мая 1925 сын Бабиной от первого брака 13-летний Всеволод «пытался выстрелить из детского револьвера „Монтекристо“ в прокурора Катаньяна». В феврале 1928 освобождён по амнистии. Вернулся в Москву. По сведениям общества «Мемориал» Бабин был также обвинен в передаче за границу сведений о расстреле 19 декабря 1923 на острове Анзер (Соловецкие острова) заключенных социалистов. После этого был арестован по доносу провокатора (исходя из базы данных «Российские социалисты и анархисты после Октября 1917» это было причиной другого неучтённого ареста 1923 года).
В 1930 арестован в четвёртый раз, приговорён к заключению.
В апреле 1937 арестован в Москве одновременно с женой и сыном Игорем. 20 мая 1938 года приговорён к 8 годам ИТЛ, отправлен в Дальстрой. В декабре 1938 началась цинга, освобождён от работы. В осенью 1939 снова в больнице «обошлось без операции»:344. В 1940 — летом 1943 на ночных работах, в палатке со сплошными нарами 50 человек. В сентябре 1943 работает на лесоповале за 4-5 километров от лагеря. Обострились цинготные язвы на отекающих ногах. Зимой 1944—1945 года в больнице, «до конца месяца меня здесь потерпят»:347. В марте 1945 отправлен этапом из Магадана в один из лагерей Дальстроя, заключенные сидели в кузове грузовика «елочкой». Когда прибыли в лагерь по этапу, Бабин был мёртв.

## Семья
- Жена — Берта Александровна Бабина-Невская, урождённая Змойро (1886—1983), член партии эсеров с 1907, в первом браке замужем за эсером В. М. Головиным, умершим от туберкулёза в Италии. Вернулась в Россию с сыном от первого брака Всеволодом (погиб на фронте в 1942[a]). В 1913 вышла замуж за Бориса Бабина. В 1917 левая эсерка. В феврале 1922 арестована первый раз. В 1937 вновь арестована, срок отбывала на Колыме. С 1954 в ссылке в Ухте, в 1958 вернулась в Москву, в 1964 реабилитирована[10].
  - Сын — Игорь (21 сентября 1914—2 сентября 1977), инженер-конструктор, первый раз арестован в апреле 1937, в осенью 1939 направлен на работу в Туполевскую «шарашку» в Болшево, в 1943 освобождён, повторно арестован в 1950—1953, сослан в Ухту. Освобожден, вернулся в конструкторское бюро Туполева, реабилитирован в 1956 году[10].

## Сочинения
- Бабин-Корень Б. В. Сущность учения социалистов-революционеров: популярное изложение. Петроград 1917. 32 с.
- К «вечному миру» // Народовластие, Екатеринодар, 1918. с. ?-?.[11]
- Файоль А. Общее и промышленное управление / Перевод Б. В. Бабин-Корень. — М., 1923. С. 3.
- Бабин-Корень Б. В. Управление рабочей силой: Амер. практика : Выводы. — М. : РИО-ВЦСПС-ЦИТ, 1925. — 182 с.
- Бабин-Корень Б. В. Стандартизация календарной сетки // Торгово-промышленная газета. 1929. No 223. С. 3.
- Бабин-Корень. Подготовка рабочей силы в Западной Европе и Америке. — Москва : книгоизд-во ВЦСПС, 1929 (Л. : тип. ЛСПО). — 132 с.
- Бабин-Корень Б. Борьба с потерями в производстве: [Объясн. текст к серии диапозитивов] / — М. : фабрика «Диафото» № 7 Союзучпособие, тип. «Известия ЦИК СССР и ВЦИК», 1932. — 20 с.
- Бабин-Корень Б. Новичок в заводе (Вводный инструктаж) / А. Михайлов. … Бабин-Корень Б. — 290—295.
- Бабин-Корень Б. В. Русская система (историческая справка) // Организация труда. — 1929. -№ 1. С. 55-60.
- Бабин-Корень Б. Как относиться к обороту рабочей силы? // Антология социально-экономической мысли в России. 20 — 30-е годы XX века. М.: Academia, 2001, стр. 290—294

## Комментарии
1. ↑  Всеволод Владимирович Головин, 1911 г. р., шофер отдельного медсанбата, умер от ран 13 октября 1942, перезахоронен на Мамаевом кургане в Волгограде. Матерью его указана Манида Андреевна Головина, проживающая в г. Шадринске Челябинской области[9]. Он мог быть усыновлен родственниками первого мужа во время многочисленных арестов Бабиных.